# Salt (Angie McMahon)
Salt è il primo album in studio della cantante australiana Angie McMahon, pubblicato il 26 luglio 2019 dalla AWAL.

## Tracce
1. Play the Game – 4:10
2. Soon – 3:43
3. Keeping Time – 3:31
4. Slow Mover – 3:10
5. Missing Me – 3:19
6. Push – 4:51
7. Pasta – 4:38
8. Standout – 4:37
9. Mood Song – 4:18
10. And I Am a Woman – 4:43
11. If You Call – 7:41

## Classifiche
| Classifica (2019) | Posizione massima |
| ----------------- | ----------------- |
| Australia         | 5                 |